# Elzeario da Sabrano
Elzeario (o anche Elzearo, Eleazaro, Elziario) da (o di) Sabrano, in francese Elzéar de Sabran (Cabrières-d'Aigues, 1285 – Parigi, 27 settembre 1323), è stato un nobile di origine francese che nel 1299 sposò Delphine de Signe; insieme divennero terziari dell'ordine francescano. È anche venerato come santo dalla Chiesa cattolica.

## Biografia
Il nome personale Elzeario (Eleazarus, Elizarius o Elziarius in latino medievale), assai raro ma ereditato dal nonno paterno, ha antiche origini ebraiche e significa "Dio si ricorda".
Secondogenito del conte Ermengaud de Sabran e di Laudune d'Albe de Roquemartine, nacque nel 1285 nel castello di Saint-Jean de Robians (presso Apt, in Provenza): nel 1266 il padre era giunto nel regno di Napoli come cavaliere al seguito di Carlo I d'Angiò ed era stato investito della contea di Ariano.
Elzeario venne educato a Marsiglia presso il monastero benedettino di San Vittore, retto da suo zio, l'abate Guglielmo de Sabran: pur essendo vocato alla vita religiosa, per volere di Carlo II d'Angiò il 5 febbraio 1300 sposò ad Avignone la nobildonna Delphine de Signe, anche lei estremamente religiosa ed intenzionata a conservare la propria verginità (verrà, dopo morte, dichiarata beata).
I coniugi scelsero di non consumare il matrimonio: fecero voto di castità e, successivamente, entrarono nel Terz'Ordine francescano. Elzeario si ritirò quindi in solitudine a Puimichel, dove rimase fino alla morte del padre (1309).
Nel 1312 giunse in Italia per prendere possesso dei suoi feudi, e specialmente della contea di Ariano, ove fu particolarmente apprezzato dai suoi sottomessi e dal popolo civile per la sua indole clemente e generosa, oltreché per le sue notevoli abilità diplomatiche (grazie alla sua intercessione presso le alte sfere reali, la città di Ariano fu preservata da una violenta repressione).
A Roma partecipò alla difesa armata degli Stati della Chiesa contro l'imperatore Arrigo VII di Lussemburgo; nel 1317 fu scelto dal nuovo re, Roberto il Saggio, come precettore del suo erede, il duca Carlo di Calabria: per conto del sovrano, nel 1323 si recò in Francia per trattare il matrimonio della principessa Maria di Valois con il duca Carlo, ma si ammalò durante la missione e morì presso la corte francese. Fu sepolto con l'abito francescano nella chiesa dei Frati Minori di Apt.

## Culto

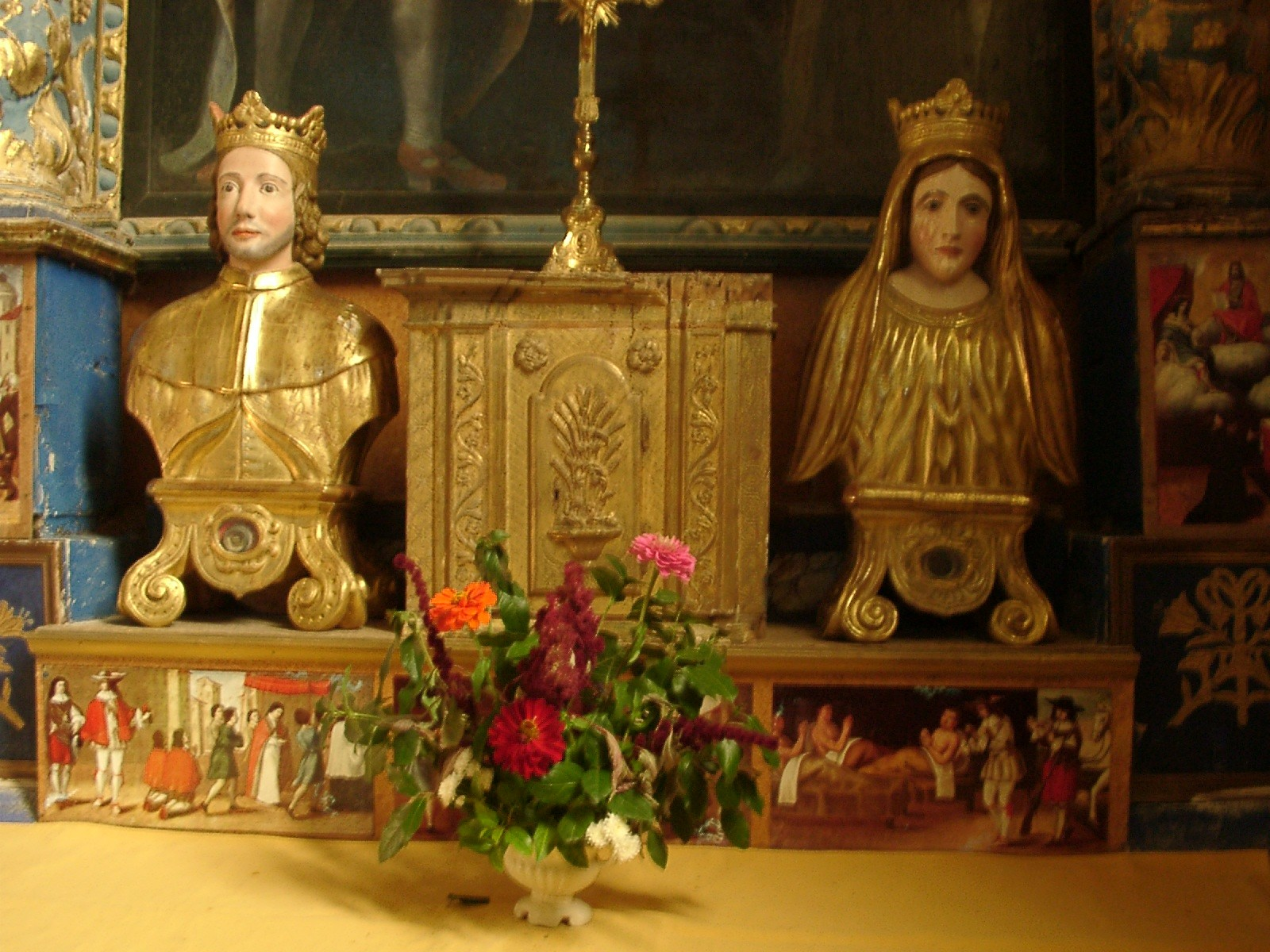
Busti reliquiari dei santi coniugi Elzeario da Sabrano e Delfina di Signe nella chiesa cittadina di Ansouis, dipartimento della Vaucluse, Francia

Papa Urbano V (di cui Elzeario era stato padrino di battesimo) ne decretò l'eroicità delle virtù e ne approvò la canonizzazione che fu decretata ufficialmente dal suo successore, papa Gregorio XI, il 5 gennaio 1371. Una statua di Elzeario, già facente parte del gruppo lapidario della cappella di San Mauronto, nella cripta della chiesa di San Vittore a Marsiglia, è tuttora esposta nel piccolo museo lapidario allestito nelle cripte della stessa chiesa. Numerosi altri reperti, fra cui un grosso calice d'argento, sono invece custoditi nella cattedrale di Santa Maria Assunta e nell'attiguo museo degli argenti e ad Ariano Irpino, città di cui è compatrono.
Memoria liturgica il 27 settembre (per i Cappuccini il 20 ottobre).